# Creighton Abrams
Generalul  Creighton Williams Abrams Jr. (n. 15 septembrie 1914  - d.4 septembrie 1974) a fost un general american, care a condus operațiunile militare în Războiul din Vietnam între anii 1968-1972, în perioada în care în Vietnam prezența militară americană a scăzut de la numărul maxim de 543 000 militari la 49 000.
După el este denumit cel mai performant tanc american în prezent, tancul M1 Abrams.